# ان‌جی‌سی ۴۹
ان‌جی‌سی ۴۹ (به انگلیسی: NGC 49) یک کهکشان عدسی با قدر ظاهری ۱۵٫۳ است که در صورت فلکی زن برزنجیر قرار دارد.